# Uneasy Listening vol. 1

## Track Listing
1. "The Sacrament" (Disrhythm Remix) - 4:47
2. "The Funeral of Hearts" (Acoustic Version) - 4:03
3. "Join Me in Death" (Strongroom Mix)* - 3:40
4. "Close to the Flame (The Rappula Tapes)* - 4:31
5. "In Joy and Sorrow" (String Version) - 5:04
6. "It's All Tears (Drown In this Love)" (Unplugged Radio Live) - 3:49
7. "When Love and Death Embrace" (AOR Radio Mix) - 3:39
8. "Buried Alive By Love" (Deliverance Version) - 6:07
9. "Gone With the Sin" (O.D. Version) - 4:59
10. "Salt in Our Wounds" (Thulsa Doom Version) - 7:02
11. "Please Don't Let it Go" (Acoustic Version) - 4:37
12. "One Last Time" (Rockfield Madness Version)* - 5:08
13. "For You" (Unplugged Radio Live) - 4:09
14. "The Path" (P.S. Version)* - 5:04
15. "Lose You Tonight" (Thulsa Doom Extended Dub)* - 8:15
16. "Pretending" (Acoustic Version) (Best Buy exclusive track) - 4:02

- * previously unreleased tracks